# Monreale vendemmia tardiva
Monreale vendemmia tardiva è un vino a DOC la cui produzione è regolamentata con D.M. 2 novembre 2000, in materia di "Riconoscimento dei vini a denominazione di origine controllata 'Monreale' ed approvazione del relativo disciplinare di produzione", pubblicato sulla gazzetta ufficiale del 14 novembre 2000, n. 266, prodotto nei comuni di Monreale, Piana degli Albanesi, Camporeale, San Giuseppe Jato, San Cipirello, Santa Cristina, Gela, Corleone, e Roccamena, tutti in provincia di Palermo.

## Vitigni con cui è consentito produrlo
- Catarratto e Ansonica, da soli o congiuntamente, minimo 50%.
- Altri vitigni a bacca bianca raccomandati e/o autorizzati per la città metropolitana di Palermo, da soli o congiuntamente, fino ad un massimo del 50%.

Il Trebbiano toscano non deve però superare il 30%.

## Tecniche produttive
Il Monreale vendemmia tardiva si può produrre usando esclusivamente uve bianche che abbiano subito un appassimento sulla pianta e raccolte non prima del 1º ottobre.
Deve essere affinato per almeno sei mesi (a partire dal 1º novembre dell'anno di produzione delle uve) in fusti di legno della capacità massima di 500 litri e lasciato riposare per ulteriori sei mesi.

## Caratteristiche organolettiche
- colore: dal giallo paglierino al giallo dorato;
- profumo: caratteristico, intenso, persistente;
- sapore: secco, morbido, vellutato, armonico, ricco.

## Produzione
Provincia, stagione, volume in ettolitri